# Campionato sudamericano femminile di pallacanestro 1968
Il 12º Campionato dell'America Meridionale Femminile di Pallacanestro (noto anche come FIBA South American Championship for Women 1968) si è svolto dal 18 al 28 novembre 1968 a Santiago, in Cile. Il torneo è stato vinto dalla nazionale brasiliana.

## Squadre partecipanti
- Argentina
- Brasile
- Cile
- Ecuador
- Paraguay
- Perù

## Classifica finale
| Pos | Squadra   | V-P |
| --- | --------- | --- |
|     | Brasile   | 5-0 |
|     | Cile      | 5-1 |
|     | Argentina | 3-2 |
| 4   | Ecuador   | 2-3 |
| 5   | Perù      | 1-4 |
| 6   | Paraguay  | 0-5 |